# مایکل هازبندز
مایکل هازبندز (انگلیسی: Michael Husbands؛ زادهٔ ۱۳ نوامبر ۱۹۸۳) بازیکن فوتبال اهل بریتانیا است.
از باشگاه‌هایی که در آن بازی کرده‌است می‌توان به باشگاه فوتبال بریستول راورز، باشگاه فوتبال والسال، باشگاه فوتبال ردیچ یونایتد، باشگاه فوتبال تلفورد یونایتد، باشگاه فوتبال استون ویلا، باشگاه فوتبال آکسفورد یونایتد، باشگاه فوتبال ساوتند یونایتد، باشگاه فوتبال هرفورد یونایتد، باشگاه فوتبال مکلسفیلد تاون، و باشگاه فوتبال پورت ویل اشاره کرد.